# Harrogate, Tennessee
Harrogate är en ort i Claiborne County i delstaten Tennessee, USA.